# Generaal-gouvernement Oost-Siberië
Het generaal-gouvernement Oost-Siberië (Russisch: Восточно-Сибирское Генерал-губернаторство, Vostohno-Sibirskoe General-goebernatorstvo) was een generaal-gouvernement van het keizerrijk Rusland. Het bestond van 1822 tot 1884. Het ontstond uit het generaal-gouvernement Siberië en het gebied van het generaal-gouvernement ging op in het generaal-gouvernement Irkoetsk en het generaal-gouvernement Priamoerje. De hoofdstad was Irkoetsk. 

## Geschiedenis
Het gouvernement ontstond op 22 januari 1822 doordat toenmalig gouverneur Michail Speranski  het gebied afsplitste van het Generaal-gouvernement Siberië. Op 14 november 1856 werd het gebied uitgebreid met de oblast Amoer rond de stad Nikolajevsk aan de Amoer.
Op 14 juli werd Aleksej Korf de nieuwe gouverneur-generaal voor Priamoerje in het oostelijke gedeelte van Siberië, die het eiland Sachalin en gebieden rond het Baikalmeer onder zijn controle had. De zittend gouverneur-generaal Dmitri Anoetsjin behield tot 1 januari 1885  zijn functie van gouverneur-generaal van Oost-Siberië  Op 1 januari 1885 werd Aleksej Ignatjev de nieuwe  gouverneur generaal van Oost-Siberië opvolgde. Op 2 september 1887 werd Ignatjev als gouverneur-generaal van Irkoetstk waardoor het gebied na de juridische opsplitsing op 16 juli 1884 ook daadwerkelijk opgesplitst werd.

## Administratieve indeling
De volgende gebieden maakten onderdeel uit van de generaal-gouvernement Oost-Siberië
- het gouvernement Jenisej
- het gouvernement Irkoetsk
- de oblast Primorje (vanaf de oprichting op 15 november 1856)
- de oblast Jakoetsk